# پترونیو گونتیجو
پترونیو گونتیجو (انگلیسی: Petrônio Gontijo؛ زادهٔ ۵ ژوئیهٔ ۱۹۶۸) یک هنرپیشه اهل برزیل است.